# طارق ملفي
طارق ملفي (12 مايو 1984)؛ (بالإنجليزية:Tareq Melfi) مؤسس والمدير التنفيذي لشركة خمسة ألوان لإنتاج الأفلام والتي تعدّ أول شركة إنتاج سينمائي في المملكة تطرح أسهمها للمستثمرين، وهو منتج أفلام سعودي، بدأ مسيرته في الدراما والسينما منذ عام 2012 في مجال المونتاج والتصوير والإخراج.

## الأعمال التي عمل بها

### في مجال الإنتاج
- من ذاكرة الشمال (فيلم وثائقي) 2022.
- مؤسسة الأميرة العنود (فيلم وثائقي) 2021.
- مسلسل ركشنة 2019.[2]
- برنامج اياني واياك 2019.
- مسلسل إخلاص 2019.
- حررني (فيلم قصير) 2018.
- قوات الطوارئ بالجوف (فيلم وثائقي) 2015.
- رسالة نصية (فيلم قصير) 2013.
- السطح (فيلم قصير) 2013.
- الرهينة الشقراء (فيلم قصير) 2013.
- الراتب ما يكفي (فيلم قصير) 2013.
- دفع الإقحوانات (فيلم قصير) 2013.
- انتقام أب (فيلم قصير) 2013.
- الضابط جاك (فيلم قصير) 2013.

### في مجال التصوير والصوتيات
- مسلسل اخلاص 2019.
- في غبار هذا الكوكب (فيلم قصير) 2017.
- مسلسل الشريعة 2016.
- قوات طوارئ الجوف (فيلم وثائقي) 2015.
- الجوف سوات (فيلم وثائقي) 2015.
- رسالة نصية (فيلم قصير) 2013.
- انتقام أب (فيلم قصير) 2013.

## أعمال شارك بها كممثل
- الجوف سوات (فيلم وثائقي) 2015.
- من أجل الطيور (فيلم قصير) 2014.
- الراتب ليس كافيا (فيلم قصير) 2013.
- انتقام أب (فيلم قصير) 2013.[3]

## الجوائز
- جائزة النخلة الذهبية للأفلام في مهرجان الفلم السعودي في الدمام عن فيلم من ذاكرة الشمال عام 2022.[4][5]